# Piet de Brouwer
Piet de Brouwer (n. 5 octombrie 1880, Berlaar, Flandra, Belgia – d. 5 octombrie 1953, Eindhoven, Țările de Jos) a fost un arcaș ce a reprezentat Regatul Țărilor de Jos, medaliat olimpic. A participat la o ediție a Jocurilor Olimpice (1920) în care a câștigat o medalie de aur.

## Participări
Lista de mai jos prezintă principalele competiții la care a participat Piet de Brouwer de-a lungul carierei.
- archery at the 1920 Summer Olympics – team moving bird, 28 metres[*]